# Coelosphaera antarctica
Coelosphaera antarctica är en svampdjursart som beskrevs av Koltun 1976. Coelosphaera antarctica ingår i släktet Coelosphaera och familjen Coelosphaeridae. Inga underarter finns listade i Catalogue of Life.